# Pont de Tounis
Le pont de Tounis est un pont de Toulouse. Il est construit en briques entre 1515 et 1528, à la demande des capitouls, afin de relier l'ancienne île de Tounis à la rive droite de la Garonne, en franchissant le bras supérieur du fleuve, la Garonnette. C'est donc le plus ancien pont de la ville, d'un siècle l'ainé du Pont-Neuf qui ne fut achevé qu'en 1632.

## Histoire
Il existe déjà, au XIIe siècle, un pont en bois qui relie le quartier de la Dalbade et l'île de Tounis en franchissant un bras de la Garonne, la Garonnette. Emporté à plusieurs reprises par les crues du fleuve, il est reconstruit autant de fois. En 1515, les capitouls décident de le faire reconstruire en maçonnerie de brique. Les travaux en sont confiés aux maîtres-maçons Jean Jordain et Antoine Peyrin. La difficulté de l'entreprise semble grande, puisque, en 1518, une pile du pont est emportée par le courant. Les travaux ne sont pas achevés avant 1528.
Au XIXe siècle, la Garonnette est peu à peu transformée en simple canal de fuite des moulins du Château-Narbonnais. Le pont de Tounis, parallèlement, est progressivement enserré entre de nouvelles constructions.
En 1952, après une nouvelle crue dévastatrice de la Garonne, la municipalité socialiste de Raymond Badiou décide de la construction de nouvelles digues. L'assèchement de la Garonnette participe de ce vaste plan de canalisation et de contrôle de la Garonne et de son cours. En 1954, les travaux d'assèchement sont terminés et en 1959, le conseil municipal décide de l'aménagement d'une voie de circulation dans l'ancien lit de la Garonnette : l'avenue du même nom.
En 2007, le pont a fait l'objet d'une restauration, alors que la municipalité s'intéressait, dans le même temps, à la réhabilitation de l'avenue de la Garonnette.

## Description
Le pont de Tounis est édifié en brique – quoiqu'il ait été couvert d'un enduit clair imitant la pierre de taille en 2007. Il est édifié en pente, afin de rattraper un dénivelé de plus de 5 mètres entre le côté est, qui correspond à la terrasse sur laquelle est édifiée la ville, le côté ouest, qui correspond à l'ancienne île de Tounis.
Il se compose de trois arches, voûtées en plein cintre, qui reposent sur deux piles. Cependant, seules deux arches restent partiellement visibles la troisième étant enserrée entre les constructions voisines de la rue du Pont-de-Tounis (actuel no 8). De plus, elles ont perdu environ un tiers de leur hauteur lors de l'aménagement de l'avenue de la Garonnette et de l'exhaussement du niveau du sol par comblement de l'ancien cours du fleuve.
Les deux piles sont équipées d’éperons, afin de rompre le cours de l'eau. L'éperon de la pile centrale a été partiellement reconstruit, modifiant son aspect d'origine.

## Galerie

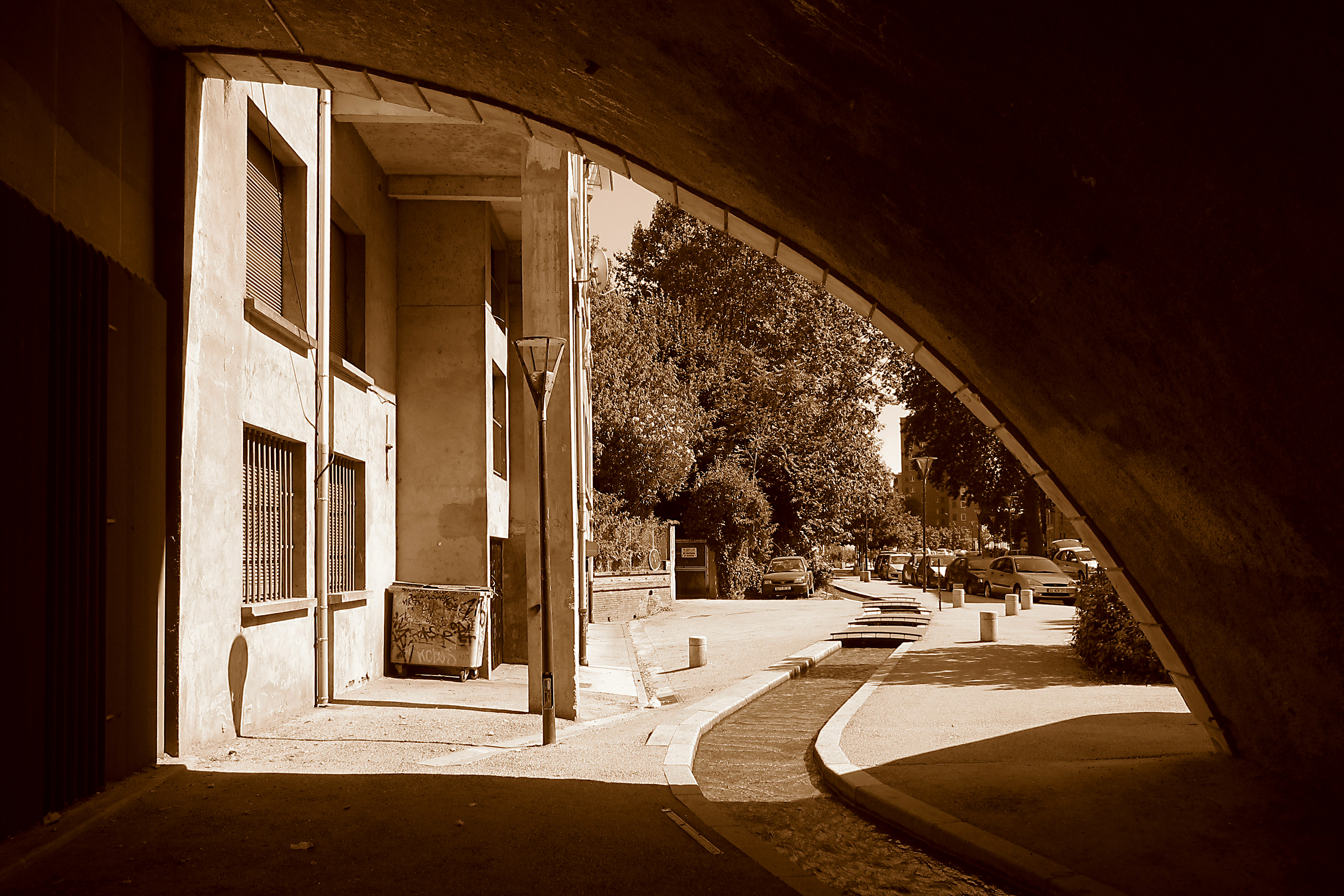
Une arche du pont de Tounis en 2012.
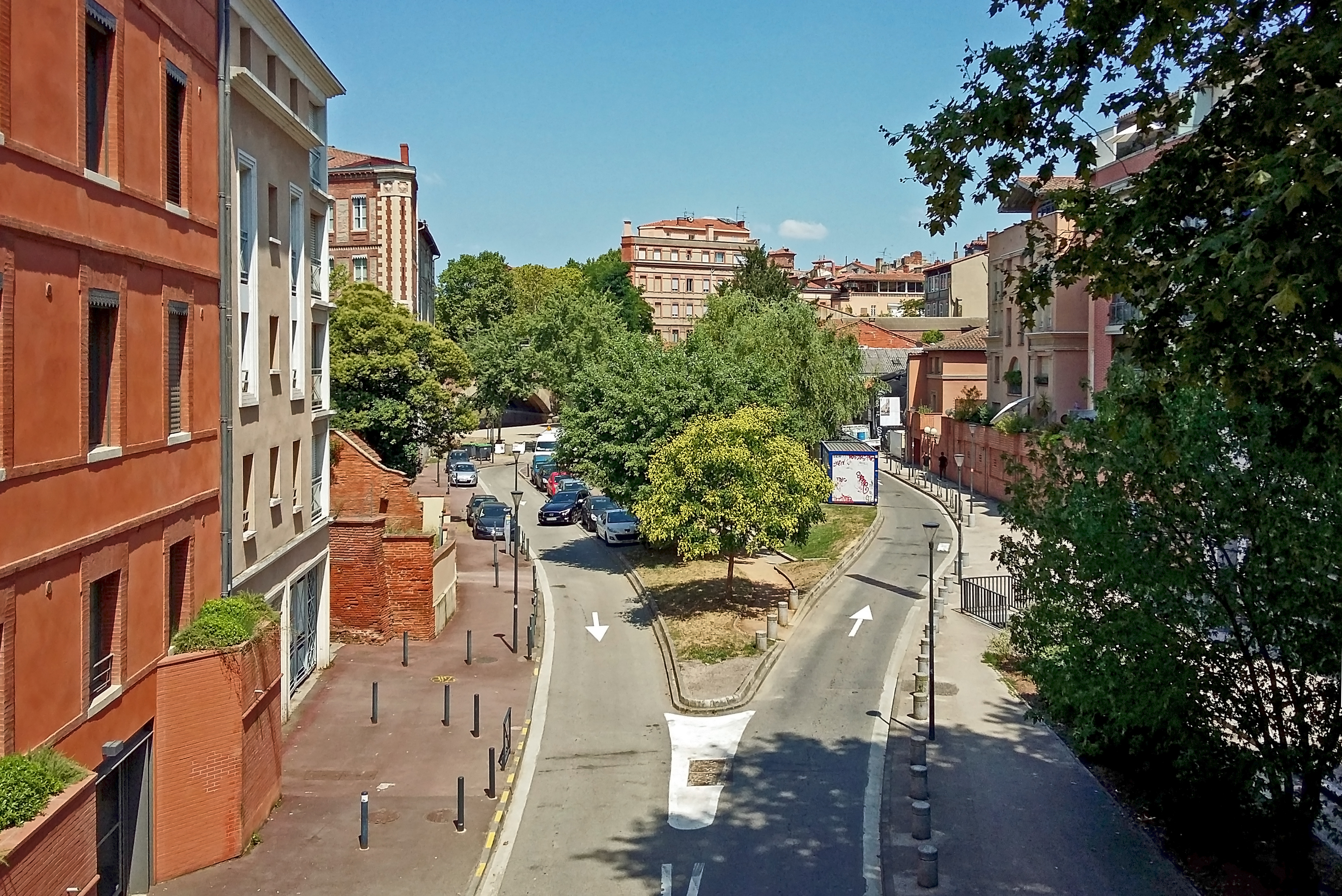
L'avenue de la Garonnette vue du pont de Tounis.